# Chapelle du Saint-Sépulcre de Nice
Pour les articles homonymes, voir Église du Saint-Sépulcre.
La chapelle du Saint-Sépulcre ou du Très-Saint-Sépulcre ou de Notre-Dame du Sincaïre ou des pénitents bleus de Nice a été construite par l'architecte Antoine Spinelli sur la place Garibaldi, de 1782 à 1784. Elle appartient à la Vénérable Archiconfrérie des Pénitents Bleus du Saint Sépulcre. La façade est de style à la fois néoclassique et baroque tardif pour la partie supérieure et l'intérieur. Le balcon a été rajouté en 1841.

## Histoire
La chapelle du Saint-Sépulcre a été conçue en 1782 par l’architecte Antoine Spinelli en même temps que l’ensemble de la place qui s’inspire des aménagements urbains piémontais de la même époque. Elle fut bâtie en deux années par l'entrepreneur André Laurenti. La chapelle n’est pas dissociable de son environnement urbain, outre son statut de lieu de culte, elle avait pour fonction de donner un caractère solennel à la place qui devint, à la fin du XVIIIe siècle, le véritable vestibule architectural de la ville de Nice. Cet édifice baroque remplace la chapelle Notre-Dame du Sincaïre qui avait été bâtie pour commémorer le siège de Nice de 1543 et qui est confiée à la garde de la Société du Saint-Sépulcre.
La chapelle fait l’objet d’un classement au titre des monuments historiques depuis le 19 mai 2000.

## L'extérieur

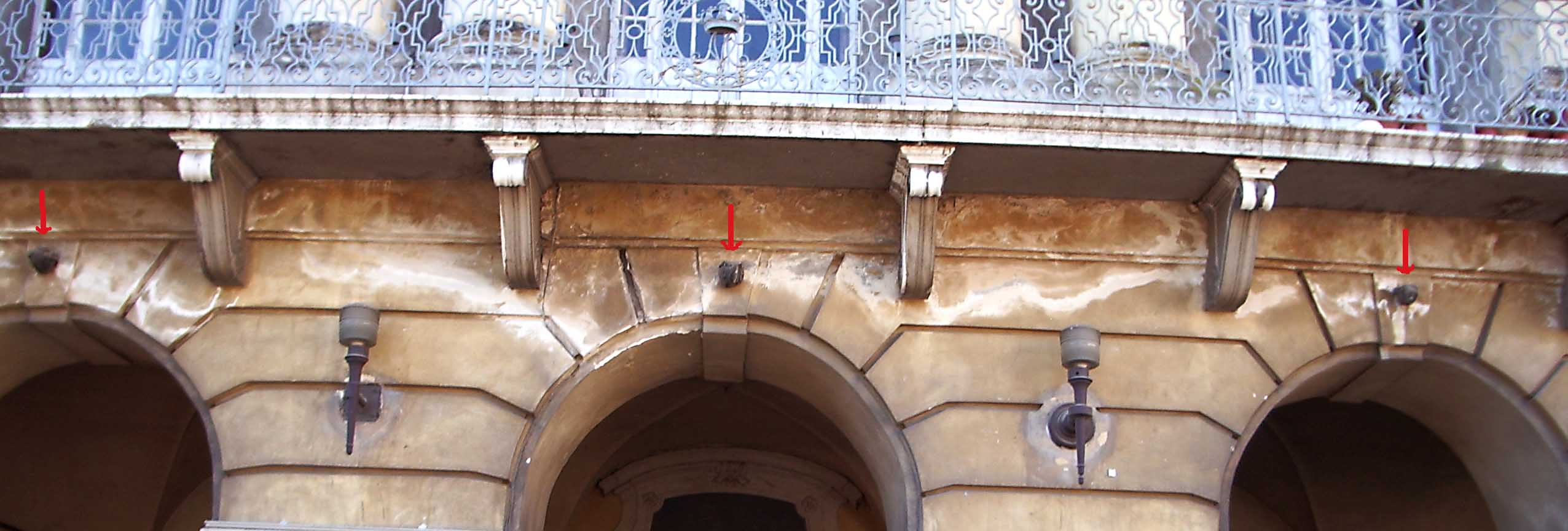
Les boulets de canon turcs du siège de 1543

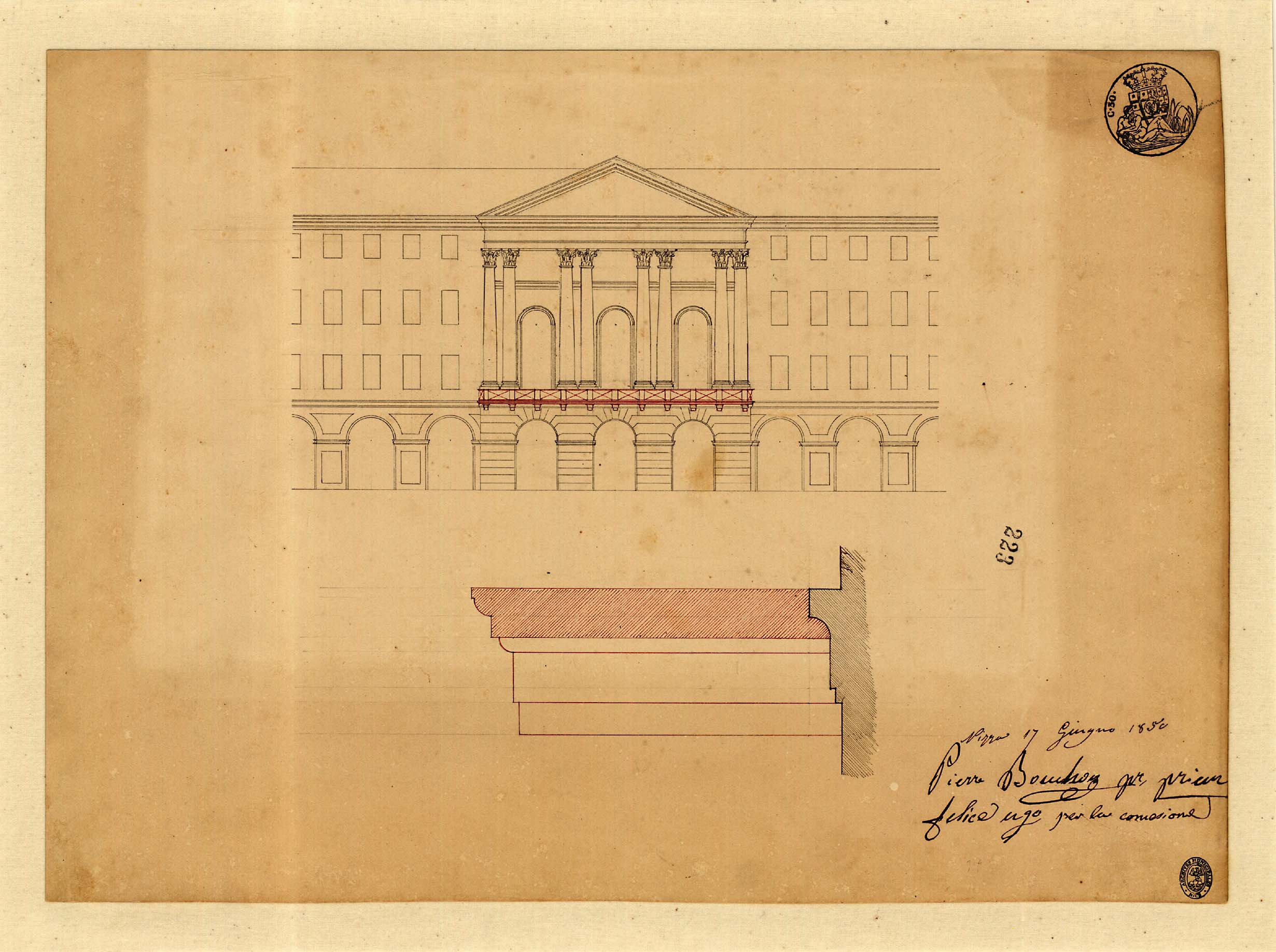
Projet d'adjonction d'un balcon en 1850

La façade de la chapelle du Saint-Sépulcre se développe sur trois registres. Au niveau des arcades qui entourent la place Garibaldi, la chapelle (qui se trouve au premier étage) repose sur trois imposants piliers en saillie par rapport à l’alignement général. On peut voir sur ces piliers des pierres de taille apparentes qui sont des vestiges de l’ancienne chapelle Notre-Dame du Sincaïre réemployés dans cet édifice. Au sommet de chaque arcade, au centre, trois boulets de canons qui avaient été tirés par la flotte turque lors du siège de Nice en 1543, ont été accrochés.
Le second registre présente un balcon de calcaire blanc dont le garde-corps en fer forgé porte en son centre la couronne royale des ducs de Savoie (souverains de Nice jusqu’en 1860 et prieurs d’honneur de la Société du Saint-Sépulcre) surmontant le chiffre de Victor-Emmanuel. Ce balcon, en effet, a été commandé par les souverains piémontais dans les années 1840 (la balustrade a été refaite en 1859), il leur servait de tribune publique lorsqu’ils venaient dans la cité de Nice qui appartenait alors à leur royaume. Trois grandes ouvertures sont séparées par des pilastres d’ordre corinthien soutenant le fronton triangulaire qui constitue le troisième registre. Au centre du fronton se trouvait autrefois la dédicace de la chapelle à Notre-Dame-de l’Assomption et une croix du Saint-Sépulcre (aujourd’hui effacées). De part et d’autre, des pots de feu forment un décor de type baroque sur une façade largement inspirée du néoclassicisme turinois.
En arrière-plan se trouve le clocher de forme triangulaire, spécifique aux lieux de culte des confréries de pénitents. La porte de la chapelle est encadrée par deux éléments liés à l’histoire de la confrérie et de sa chapelle : à droite, la plaque de consécration de la chapelle Notre-Dame du Sincaïre qui relate les évènements du siège de 1543 et le vœu formulé par les autorités municipales qui placèrent la cité, attaquée par les Turcs et les Français, sous la protection de la Vierge Marie ; à gauche, une aumônière de marbre du XVIe siècle qui servait à recueillir les offrandes pour la custodie de Terre Sainte, elle représente un Christ des douleurs surgissant de son tombeau.

## L’intérieur
Le vestibule était autrefois orné de peintures murales sur le thème de la Sainte Croix. La première chapelle de la Société du Saint Sépulcre se trouvait en effet dans le couvent franciscain de la Sainte-Croix détruit pendant le Siège de 1553. Les peintures de l'entrée mettaient aussi en exergue les armoiries de la ville de Nice, car la chapelle jouissait du statut de chapelle municipale, et des Ducs de Savoie, prieurs honoraires de l'archiconfrérie. Le vestibule donne accès à un escalier à double volée qui permet de rejoindre la chapelle.
La salle cultuelle de la chapelle reprend le rythme ternaire de la façade. La première travée, juste derrière les baies vitrées, était une loge municipale jusqu’en 1860. La banc qui est aujourd’hui celui du prieur, est l’ancienne banca municipale où siégeaient les consuls de la ville de Nice qui recevaient ici, chaque 15 août, les doléances de la population. La couronne des ducs de Savoie et les armoiries de la ville de Nice en bois doré surmontaient ce banc, elles ont été volées il y a quelques années. Les tableaux qui ornent cette travée représentent des moments de la vie du Christ : saint Thomas touchant les plaies du Seigneur, l’Ascension, la pêche miraculeuse, la Résurrection, etc. Ces toiles ornaient la précédente chapelle des pénitents bleus qui se trouvait près de l’actuel palais de justice de Nice et avaient été offertes par les prieurs de la confrérie. Sur les murs latéraux ont été déposés les originaux des éléments lapidaires qui encadrent la porte d’entrée de la chapelle.
La deuxième travée présente deux autels dédiés à saint Sébastien et à Notre-Dame de l’Assomption. Ces autels remplacent les deux antiques chapelles niçoises de Saint-Sébastien et de Notre-Dame du Sincaïre détruites pour construire la place au XVIIIe siècle. On peut observer un groupe processionnel de l’Assomption en bois doré du XIXe siècle (classé monument historique), et une statue de saint Sébastien en bois du XVe siècle. La bannière de la confrérie présente la croix de l'ordre canonial régulier du Saint-Sépulcre sur une face et, sur l’autre face, elle reproduit l’étendard d’Amédée VI de Savoie, bleu parsemé d’étoiles d’or avec une image de la Vierge Marie, sous lequel le « comte vert » mena la croisade contre les Turcs à Gallipoli et en Propontide en 1366-1367.
La dernière travée correspond au chœur. Le maître-autel enchâsse un gisant articulé du XVIIe siècle qui servait autrefois à faire revivre le chemin de croix dans le Vieux-Nice lors de la Semaine sainte. L’autel est surmonté d’un tableau de Louis van Loo (début XVIIIe siècle) représentant l’Assomption de Marie. À gauche, une toile de belle facture représente la Vierge à l'Enfant, et à droite, saint Sébastien. 
Les coupoles ont été peintes au XIXe siècle par le peintre niçois Emmanuel Costa. Elles représentent la Croix glorieuse qui rappelle le couvent Sainte-Croix où a été canoniquement érigée la confrérie des pénitents bleus à la fin du XVe siècle, et l’Assomption de la Vierge qui célèbre la mémoire de la Madone du Sincaïre, protectrice de la cité de Nice.